# Contrebia Belaisca
Contrebia Belaisca fue un oppidum celtíbero, localizado en el Cabezo de las Minas de Botorrita, Zaragoza, también nombrada Contebacom Bel.
La existencia del poblado está atestiguada, por la arqueología, desde el siglo V a. C. a mediados del siglo I a. C. Fue cercada, tomada y todos sus habitantes masacrados en la primera guerra celtíbera por el procónsul Tiberio Sempronio Graco. Fue totalmente destruida después de la victoria de Julio César sobre los pompeyanos en Ilerda (Lérida) en el año 49 a. C. Se han hallado bolas de piedra de catapulta y contaba para su defensa con un foso y una doble muralla.
Las campañas de excavaciones han puesto al descubierto un importante conjunto arquitectónico en la parte superior del cabezo, se cree que con una función político-religiosa.
En este poblado, desde los años 70 se han ido encontrando una serie de planchas de bronce con inscripciones en lengua celtíbera, los bronces de Botorrita, que garantizan el nombre de Contrebia Belaisca o Balaisca. Francisco Villar y Carlos Jordán (2001) barajan que dichos bronces fueran un archivo del juzgado de una especie de distrito jurídico, equivalente a los conventos romanos. De hecho apuntan a la posibilidad de que Contrebia Belaisca se pueda traducir al latín como Conuentus Bellorum o "reunión de los Belos o Bellos". Así Contrebia sería la cabeza de partido judicial de los Belos, pueblo celta.